# 吉氏短吻獅子魚
吉氏短吻獅子鱼，为輻鰭魚綱鮋形目杜父魚亞目狮子鱼科的其中一種。

## 分布
本魚分布於東北太平洋區，包括美國阿拉斯加、華盛頓州、奧勒岡州及加拿大卑詩省等海域。

## 特徵
本魚體延長，背鰭與臀鰭延伸至尾鰭，尾鰭截形，胸鰭中央鰭條短，體色為白粉紅色或乳白色，背部淡褐色，魚鰭暗色，眼睛藍色，眼下緣為銀色，背鰭軟條55枚；臀鰭軟條46至48枚，體長可達8.9公分。

## 生態
本魚棲息在水深73至886公尺的海域，生活習性不明，屬深海魚類。

## 經濟利用
無食用價值。